# Christopher McGowan
Christopher McGowan (* 30. März 1942 in Beckenham, Kent, England) ist ein britischer Paläontologe. Er war langjähriger Mitarbeiter am Royal Ontario Museum in Toronto, Kanada. Seine Forschungsschwerpunkte sind die Wirbeltierpaläontologie und die Paläobiologie des Mesozoikums.

## Leben
McGowan ist der Sohn von Wilfred Clarence und Gwendoline Daisy McGowan, geborene Morphew. Sein Vater war Bäcker, seine Mutter Hausfrau. 1965 erlangte er am Polytechnic College in London den Bachelor of Science. 1969 wurde er am Birkbeck College der Universität London zum Ph.D. in Zoologie promoviert.
Von 1969 bis 1970 war er kuratorischer Mitarbeiter in der Abteilung für Wirbeltierpaläontologie am Royal Ontario Museum in Toronto, Kanada. Von 1970 bis 1974 war er Assistenzkurator, von 1974 bis 1980 war er stellvertretender Kurator und von 1980 bis 1994 war er Kurator. Von 1994 bis zu seinem Ruhestand im Jahr 2002 arbeitete er als leitender Kurator in der Abteilung für Paläobiologie am Royal Ontario Museum. Von 1972 bis 1989 war er außerordentlicher Professor, von 1990 bis 2002 war er Professor an der Abteilung für Zoologie der University of Toronto.
Als Forscher und leitender Kurator an der Abteilung für Paläobiologie des Royal Ontario Museums ist McGowan ein renommierter Experte für die Wirbeltierbiologie des Mesozoikums, über die er zahlreiche Schriften veröffentlichte. Er stellt Vergleiche zwischen lebenden und ausgestorbenen Tiere an und präsentiert ein Themenspektrum, das von der Größe bis zum Intellekt der Tiere reicht. Daneben konzentriert sich McGowan auf die Wissenschaft und Technik, um Kuriositäten wie die Ähnlichkeiten zwischen ausgestorbenen Tieren und modernen Maschinen zu erklären.
McGowan ist Mitglied in der Society for Experimental Biology, in der Society of Vertebrate Paleontology und in der Paleontological Society. 
McGowan ist seit 1965 verheiratet. Er hat drei Töchter.

## Schriften
- Evolutionary Trends in Longipinnate Ichthyosaurs, with Particular Reference to the Skull and Fore Fin, Royal Ontario Museum (Toronto, Ontario, Canada), 1972.
- Differential Growth in Three Ichthyosaurs: Ichthyosaurus Communis, I. Breviceps, and Stenopterygius Quadriscissus, Royal Ontario Museum (Toronto, Ontario, Canada), 1973.
- The Cranial Morphology of the Lower Liassic Latipinnate Ichthyosaurs of England, British Museum (London, England), 1973.
- A Revision of the Latipinnate Ichthyosaurs of the Lower Jurassic of England, Royal Ontario Museum (Toronto, Ontario, Canada), 1974.
- In the Beginning: A Scientist Shows Why the Creationists Are Wrong, Prometheus (Buffalo, NY), 1983.
- The Successful Dragons: A Natural History of Extinct Reptiles, Samuel Stevens (Toronto, Ontario Canada), 1983.
- Dinosaurs, Spitfires, and Sea Dragons, Harvard University Press (Cambridge, MA), 1991.
- Discover Dinosaurs: Become a Dinosaur Detective, illustriert von Tina Holdcroft, Addison-Wesley (Reading, MA), 1992.
- Diatoms to Dinosaurs: The Size and Scale of Living Things, illustriert von Julian Mulock, Island Press for Shearwater Books (Washington, DC), 1994.
- Make Your Own Dinosaur out of Chicken Bones: Foolproof Instructions for Budding Paleontologists, illustriert von Julian Mulock, HarperPerennial (New York, NY), 1997.
- The Raptor and the Lamb: Predators and Prey in the Living World, Henry Holt (New York, NY), 1997. (deutsch: Töten, um zu leben. Jäger und Gejagte in der Natur, Piper, 1998)
- A Practical Guide to Vertebrate Mechanics, illustriert von Julian Mulock, Cambridge University Press (New York, NY), 1999.
- T. Rex to Go: Build Your Own from Chicken Bones, illustriert von Julian Mulock, HarperPerennial (New York, NY), 1999.
- Dinosaur: Digging up a Giant, North Winds Press, 1999.
- The Dragon Seekers: How an Extraordinary Circle of Fossilists Discovered the Dinosaurs and Paved the Way for Darwin, Perseus Publications (Cambridge, MA) 2001.
- Ichthyopterygia, F. Pfeil (München) 2003.
- Rail, Steam, and Speed: The "Rocket" and the Birth of Steam Locomotion, Columbia University Press (New York, NY), 2004.
- Dinosaur Discovery: Everything You Need to be a Paleontologist, Simon & Schuster Books for Young Readers (New York, NY), 2011.